# BET Award for Album of the Year
Der BET Award for Album of the Year wird seit 2017 von Black Entertainment Television (BET) im Rahmen der jährlichen BET Awards vergeben. Er wird nur an die Hauptinterpreten des Albums, also  nicht an die Featurings oder die Produzenten vergeben. Ausnahme ist der Soundtrack Black Panther: The Album, bei dem Kendrick Lamar zwar alleine Preisträger gewesen wäre, aber auf der Nominierungsliste auch Various Artists stand. Beyoncé war insgesamt drei Mal nominiert, allerdings einmal als Teil der Superduos The Carters mit ihrem Ehemann Jay-Z. Sie ist außerdem die einzige Interpretin, die zweimal den Award gewann.

## Liste der Gewinnerinnen und Nominierten
Die Gewinner sind vorangestellt und in Fettschrift.

### 2010er
| Jahr                             | Interpret                | Album | Ref |
| -------------------------------- | ------------------------ | ----- | --- |
| 2017                             |                          |       |     |
| Beyoncé                          | Lemonade                 | [ 1 ] |     |
| Chance the Rapper                | Coloring Book            | [ 1 ] |     |
| J. Cole                          | 4 Your Eyez Only         | [ 1 ] |     |
| Bruno Mars                       | 24K Magic                | [ 1 ] |     |
| Solange                          | A Seat at the Table      | [ 1 ] |     |
| 2018                             |                          |       |     |
| Kendrick Lamar                   | DAMN.                    | [ 2 ] |     |
| DJ Khaled                        | Grateful                 | [ 2 ] |     |
| Migos                            | Culture II               | [ 2 ] |     |
| SZA                              | Ctrl                     | [ 2 ] |     |
| Jay-Z                            | 4:44                     | [ 2 ] |     |
| Kendrick Lamar & Various Artists | Black Panther: The Album | [ 2 ] |     |
| 2019                             |                          |       |     |
| Cardi B                          | Invasion of Privacy      | [ 3 ] |     |
| Travis Scott                     | Astroworld               | [ 3 ] |     |
| Meek Mill                        | Championships            | [ 3 ] |     |
| Ella Mai                         | Ella Mai                 | [ 3 ] |     |
| The Carters                      | Everything Is Love       | [ 3 ] |     |

### 2020er
| Jahr                | Interpret                             | Album       | Ref |
| ------------------- | ------------------------------------- | ----------- | --- |
| 2020                |                                       |             |     |
| Roddy Ricch         | Please Excuse Me for Being Antisocial | [ 4 ] [ 5 ] |     |
| Beyoncé             | Homecoming: The Live Album            | [ 4 ] [ 5 ] |     |
| DaBaby              | Kirk                                  | [ 4 ] [ 5 ] |     |
| H.E.R.              | I Used to Know Her                    | [ 4 ] [ 5 ] |     |
| Lizzo               | Cuz I Love You                        | [ 4 ] [ 5 ] |     |
| Megan Thee Stallion | Fever                                 | [ 4 ] [ 5 ] |     |
| 2021                |                                       |             |     |
| Jazmine Sullivan    | Heaux Tales                           | [ 6 ]       |     |
| The Weeknd          | After Hours                           | [ 6 ]       |     |
| DaBaby              | Blame It on Baby                      | [ 6 ]       |     |
| Megan Thee Stallion | Good News                             | [ 6 ]       |     |
| Nas                 | King's Disease                        | [ 6 ]       |     |
| Chloe x Halle       | Ungodly Hour                          | [ 6 ]       |     |
| 2022                |                                       |             |     |
| Silk Sonic          | An Evening with Silk Sonic            | [ 7 ]       |     |
| H.E.R.              | Back of My Mind                       | [ 7 ]       |     |
| Tyler, the Creator  | Call Me If You Get Lost               | [ 7 ]       |     |
| Drake               | Certified Lover Boy                   | [ 7 ]       |     |
| Kanye West          | Donda                                 | [ 7 ]       |     |
| Jazmine Sullivan    | Heaux Tales, Mo' Tales: The Deluxe    | [ 7 ]       |     |
| Doja Cat            | Planet Her                            | [ 7 ]       |     |
| 2023                |                                       |             |     |
| Beyoncé             | Renaissance                           |             |     |
| SZA                 | SOS                                   |             |     |
| Glorilla            | Anyways, Life’s Great                 |             |     |
| Chris Brown         | Breezy                                |             |     |
| DJ Khaled           | God Did                               |             |     |
| Drake & 21 Savage   | Her Loss                              |             |     |
| Kendrick Lamar      | Mr. Morale & the Big Steppers         |             |     |
| 2024                |                                       |             |     |
| Killer Mike         | Michael                               |             |     |
| Chris Brown         | 11:11                                 |             |     |
| Gunna               | A Gift & a Curse                      |             |     |
| 21 Savage           | American Dream                        |             |     |
| Usher               | Coming Home                           |             |     |
| Drake               | For All the Dog Scary Hours Editions  |             |     |
| Victoria Monét      | Jaguar II                             |             |     |
| Nicki Minaj         | Pink Friday 2                         |             |     |

## Mehrfach-Sieger
2 Awards
- Beyoncé

## Mehrfach-Nominierungen
4 Nominierungen
- Beyoncé (auch als Mitglied The Carters)

3 Nominierungen
- Kendrick Lamar
- Drake

2 Nominierungen
- Jay-Z (auch als Mitglied von The Carters)
- DaBaby
- Megan Thee Stallion
- Bruno Mars (auch als Mitglied von Silk Sonic)
- H.E.R.
- Jazmine Sullivan
- DJ Khaled
- SZA
- Chris Brown
- 21 Savage